# تريسكو

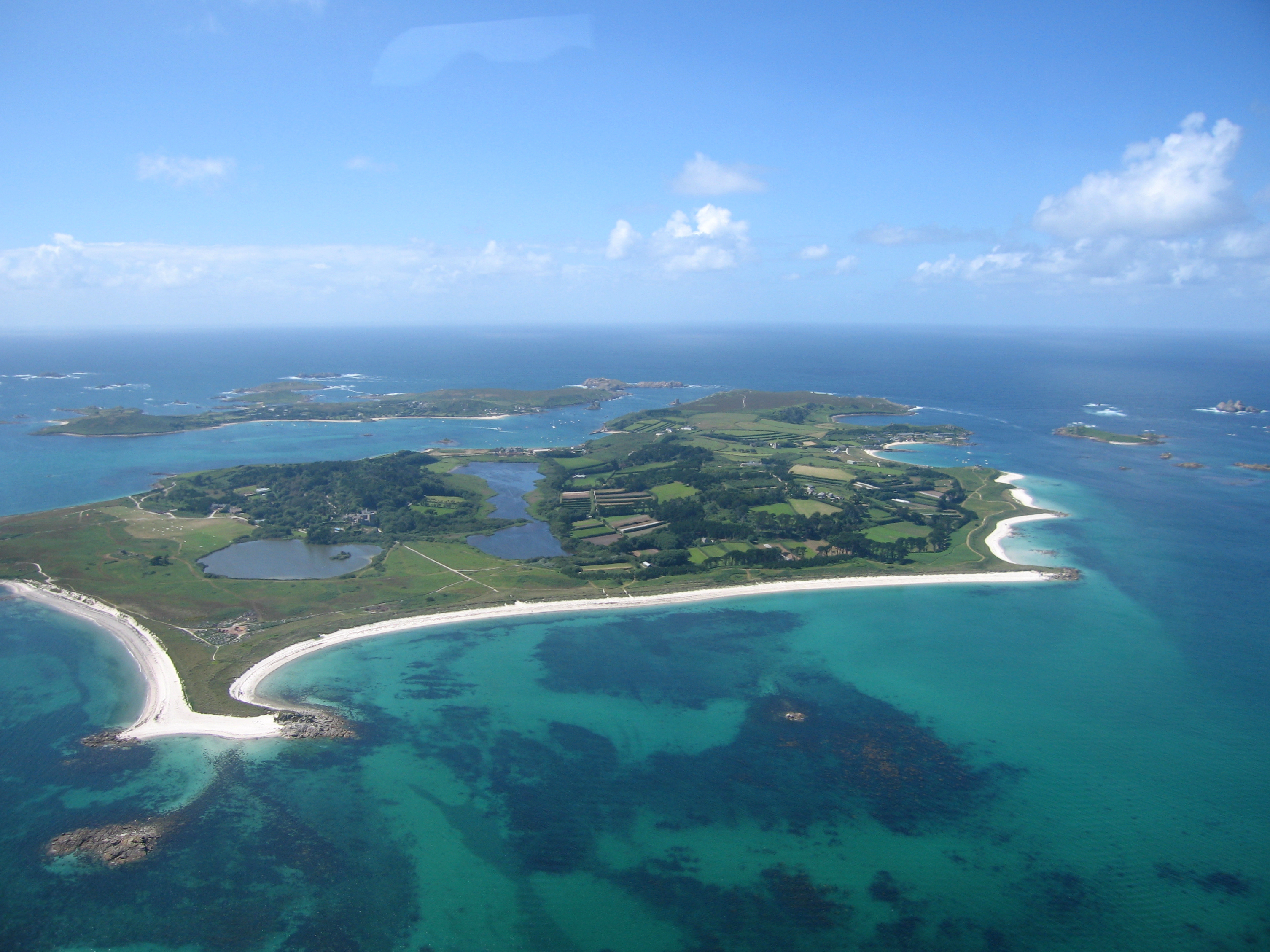
منظر جوي من طوافة تغادر تريسكو

تريسكو (كورنيش:Ynys Skaw) هي ثاني أكبر جزيرة في جزر سيلي الواقعة في كورنوال، بالمملكة المتحدة. تبلغ مساحتها 735 فدانًا (2.97 كيلو متر مربع).

## النقل
تخلو تريسكو من السيارات. تُلحَق بجرارات المزارعين مقطورات للمسافرين لنقل السياح من وإلى تريسكو هيليبورت، ومن القوارب أيضًا. هناك أيضًا بعض عربات الجولف لنقل المعاقين من الزوار.